# Gentianella kusnezowii
Gentianella kusnezowii là một loài thực vật có hoa trong họ Long đởm. Loài này được Ernest Friedrich Gilg mô tả khoa học đầu tiên tháng 5 năm 1896 dưới danh pháp Gentiana kusnezowii. Tháng 11 cùng năm Henry Hurd Rusby mô tả nó dưới danh pháp Gentiana virgata. Năm 1993, Ting Nung Ho & Shang Wu Liu chuyển nó sang chi Gentianella.

## Lưu ý
Loài Metagentiana alata ở Trung Quốc nguyên ban đầu cũng được Adrien René Franchet mô tả dưới danh pháp Gentiana kusnezowii vào năm 1897.